# Universidad CY Cergy Paris
La Universidad CY Cergy Paris (en francés: CY Cergy Paris Université) es una universidad francesa localizada en Cergy.
Proporciona educación en ciencia, tecnología, ingeniería y matemáticas, ciencias humanas y sociales y derecho.
Acoge a 26 000 estudiantes en 2021.

## Historia
La universidad fue creada por decreto el 1 de enero de 2020 por la unión de la Universidad de Cergy-Pontoise, la CY Tech y la antigua COMUe Paris Seine. Incluye también dos establecimientos, el Instituto Gratuito de Educación Física Superior (ILEPS) y la Escuela Práctica de Servicio Social (EPSS).
Ella está en el origen del programa CY Alliance que reúne a trece establecimientos educativos públicos y privados en el oeste de París.
Es miembro del proyecto CY Initiative reconocido por el gobierno con el fin de promover la investigación y los intercambios entre socios, incluida ESSEC.

## Clasificación
Ocupa el puesto 65 a nivel nacional según la CWUR en 2022.